# 海一天
海一天（1971年6月12日—），北京人，满族，中国大陆男演员。毕业于上海戏剧学院。代表作《情满四合院》、《脱身》、《生逢灿烂的日子》等。